# Pioneros de Querétaro
Los Pioneros de Querétaro son un equipo de fútbol americano con sede en la ciudad de Corregidora, zona metropolitana de Querétaro, México. Compitieron en la liga Fútbol Americano de México (FAM) durante su primer año, jugando sus partidos como local en la Unidad Deportiva El Pueblito.
El día 26 de mayo de 2019 se consolidaron como el primer equipo de la liga en ganar el campeonato terminando campeones en la primera final enfrentándose contra Centauros de Ciudad Juárez en un marcador de 16-0 a favor de Querétaro.
Para 2020 los Pioneros jugarán en la Liga LFA siendo la primera franquicia de esta liga gestada fuera de la misma.
El 4 de septiembre de 2019 se hizo la presentación oficial del equipo en la LFA con presencia de las máximas autoridades del estado de Querétaro,así  como del municipio de corregidora y  de la liga LFA  y representantes del equipo, oficializando la integración de pioneros como la novena franquicia del circuito para su temporada 2020.

## Historia
Pioneros de Querétaro se fundaron el 12 de diciembre del 2018 y son uno de los cinco equipos fundadores de la liga Semi-profesional de fútbol americano FAM. Su primer entrenador fue el estadounidense Gene Dahlquist, quien fuera coordinador ofensivo en los programas de División I de la NCAA Oregon Ducks, Boise State Broncos, Texas Longhorns, entre otros. Sin embargo, luego de solo dos juegos renunció por motivos personales, y fue sustituido por su entrenador asistente Rassielh López.
Los Pioneros de Querétaro están integrados en su mayoría por jugadores egresados de los programas universitarios Leones de la Universidad Anáhuac Querétaro y Borregos Salvajes ITESM Campus Querétaro.
El equipo debutó el 24 de febrero de 2019 con derrota ante Titanes de la Ciudad de México por un marcador de 9-11. La primera victoria de su historia sería una semana después ante Centauros de Ciudad Juárez a los que vencieron 17-0.
El 25 de agosto se comunica de forma extraoficial el cambio de liga, partiendo de la liga futbol americano FAM a la Liga de Fútbol Americano Profesional de México LFA, siendo pioneros la primera franquicia gestada fuera de lfa en participar en el torneo por el Tazón México TM.